# Nhà Tần
Nhà Tần (221 TCN - 206 TCN) là triều đại kế tục nhà Chu và trước nhà Hán trong lịch sử Trung Quốc. Nhà Tần được đặt tên theo nước Tần - nước đã chiến thắng trong thời Chiến quốc (nay thuộc tỉnh Cam Túc và tỉnh Thiểm Tây), thiết lập bởi Tần Thủy Hoàng, vị hoàng đế đầu tiên thống nhất Trung Hoa.
Ở thời kỳ Chiến Quốc, nhà Tần nổi lên là thế lực mạnh nhất nhờ các cải cách của Thương Ưởng vào thế kỷ IV TCN. Vào giữa và cuối thế kỷ III TCN, nhà Tần thực hiện một loạt chiến dịch xâm chiếm, đầu tiên là chấm dứt nhà Chu, sau đó xâm chiếm sáu quốc gia lớn còn lại, chấm dứt thời kỳ Chiến quốc. Mặc dù chỉ tồn tại ngắn ngủi trong 15 năm, nhà Tần đã để lại ảnh hưởng rất lớn tới các triều đại sau của Trung Hoa, đánh dấu sự khởi đầu của Trung Hoa đế quốc, một giai đoạn chỉ chấm dứt cùng với sự kết thúc của nhà Thanh vào năm 1912. Tên gọi mà phương Tây gọi Trung Quốc ngày nay  (China) được cho là xuất phát từ nhà Tần (Qin).
Nhà Tần, dưới sự dẫn dắt của Tần Thủy Hoàng và thừa tướng Lý Tư, tìm cách thiết lập một nhà nước thống nhất bằng chính quyền trung ương tập quyền và một hệ thống quân đội lớn được hỗ trợ bởi một nền kinh tế ổn định. Chính quyền trung ương tìm cách loại bỏ quyền lực của giới quý tộc và địa chủ và giành quyền kiểm soát trực tiếp với nông dân, lực lượng chiếm đa số trong cơ cấu dân số và lao động. Điều này cho phép các dự án lớn đầy tham vọng, ví dụ như việc xây dựng kết nối các bức tường thành ở phía bắc, đặt nền móng cho Vạn Lý Trường Thành.
Nhà Tần thực hiện một loạt các cải cách lớn về hành chính, kinh tế, và văn tự, chẳng hạn như thống nhất và chuẩn hóa hệ thống chữ viết, tiền tệ, đo lường, đi lại và giao thương. Tuy có những cải cách lớn như vậy, nhà Tần áp dụng trường phái Pháp gia và muốn dập tắt các trường phái tư tưởng khác mình. Những sử gia Nho giáo thời nhà Hán mô tả triều đại nhà Tần là một chế độ độc tài chuyên chế, trong đó điển hình là đốt sách và chôn sống nhiều học giả có tư tưởng khác biệt, chấm dứt thời kỳ tự do tư tưởng. Ngoài ra nhà Tần đã mở cuộc chính phạt xuống phía Nam khiến lãnh thổ mở rộng xuống tận khoảng cực Nam Quảng Tây hoặc thậm chí có thể tận miền Bắc Việt Nam ngày nay.
Sau khi Tần Thủy Hoàng qua đời, hai người cận thần là Lý Tư và Triệu Cao đã âm mưu đưa người con thứ của hoàng đế lên ngôi thay vì người con cả. Vì sự yếu kém của người kế vị và sự đàn áp, bóc lột kinh hoàng của thời Tần Thủy Hoàng, nhiều cuộc nổi dậy nổ ra, tiến tới việc chấm dứt triều đại nhà Tần, mở ra nhà Hán.

### Nguồn gốc và thời kỳ đầu lập quốc

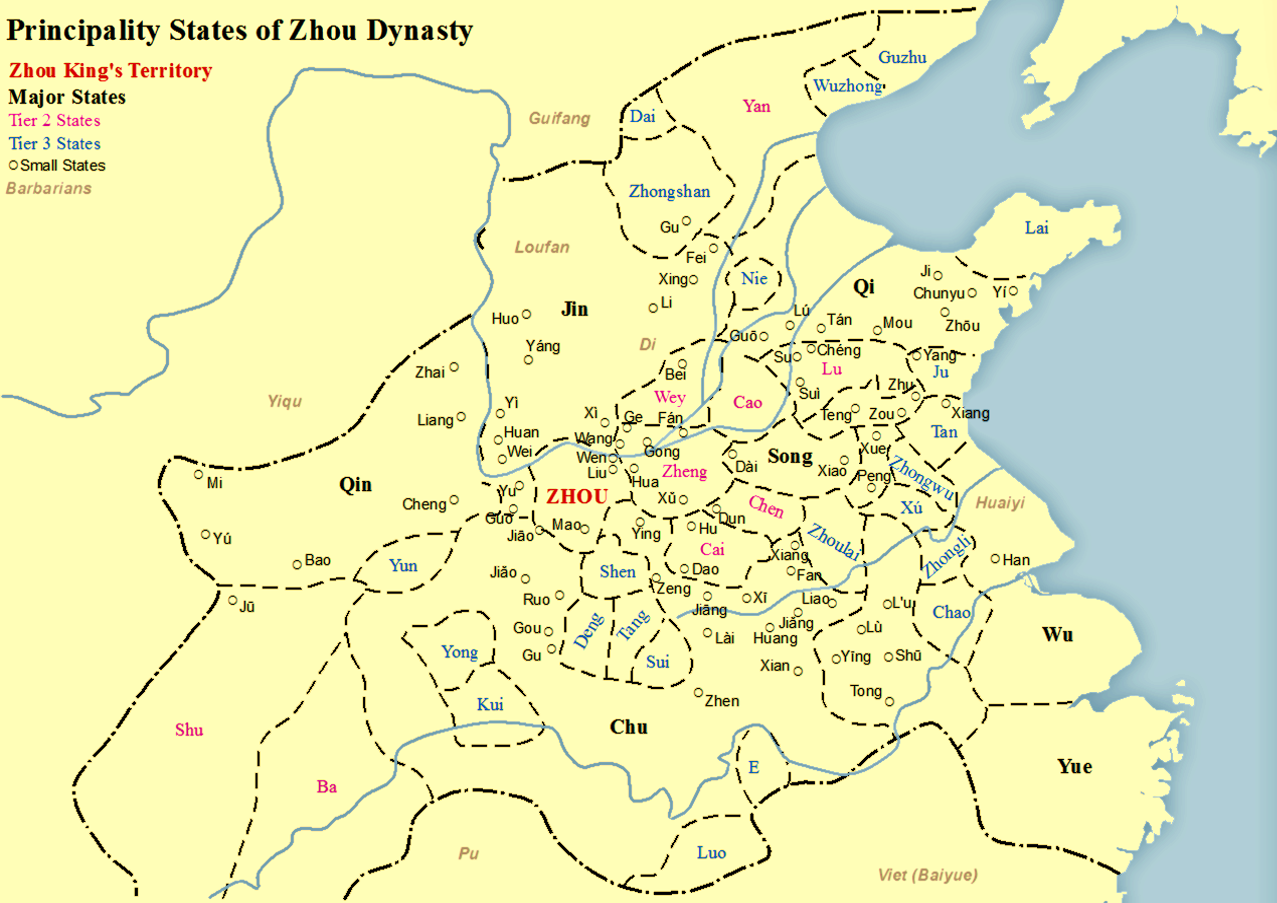
Bản đồ thể hiện các nước lớn của Đông Chu

### Trở thành cường quốc

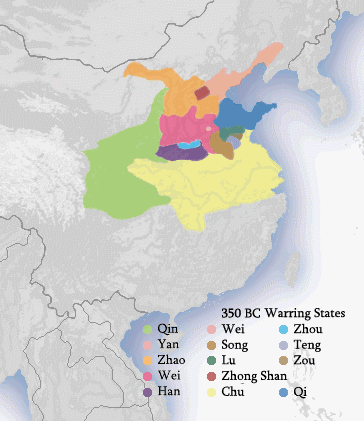
Bản đồ thời chiến quốc vào năm 350 TCN

### Xâm lược các nước thời Chiến Quốc

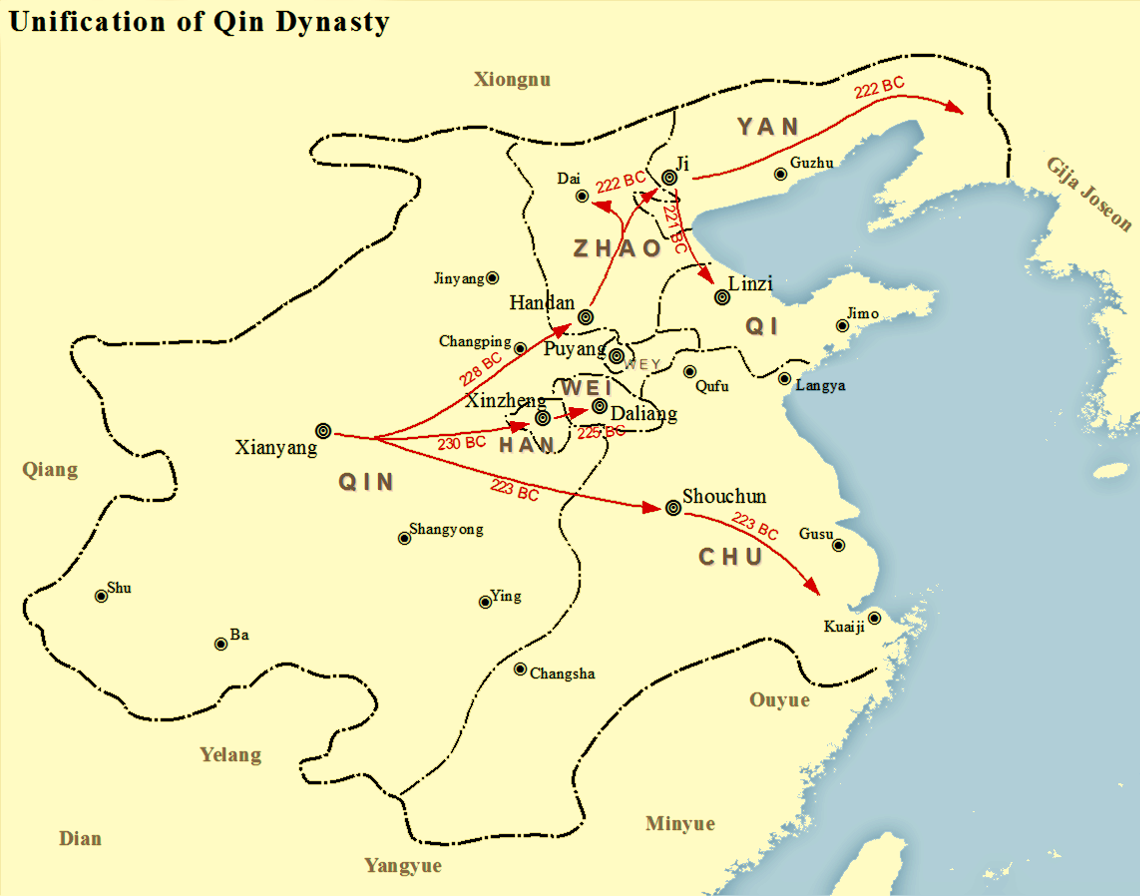
Bản đồ thể hiện sự thống nhất của Tần trong suốt thời gian từ 230–211 trước Công nguyên

## Thời đại Tần Thủy Hoàng

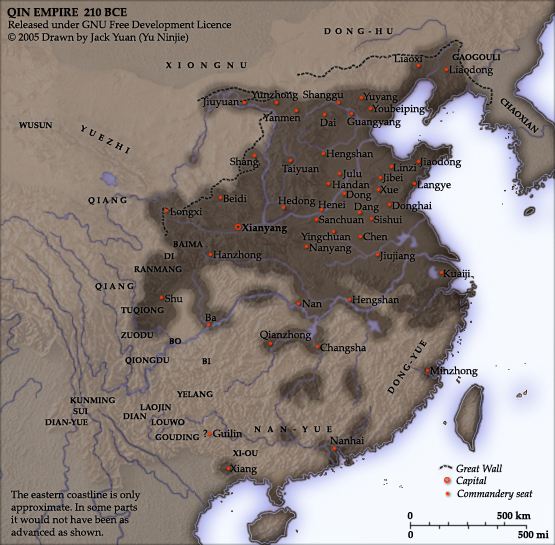
Lãnh thổ nhà Tần vào năm 210 TCN.

### Kiến trúc

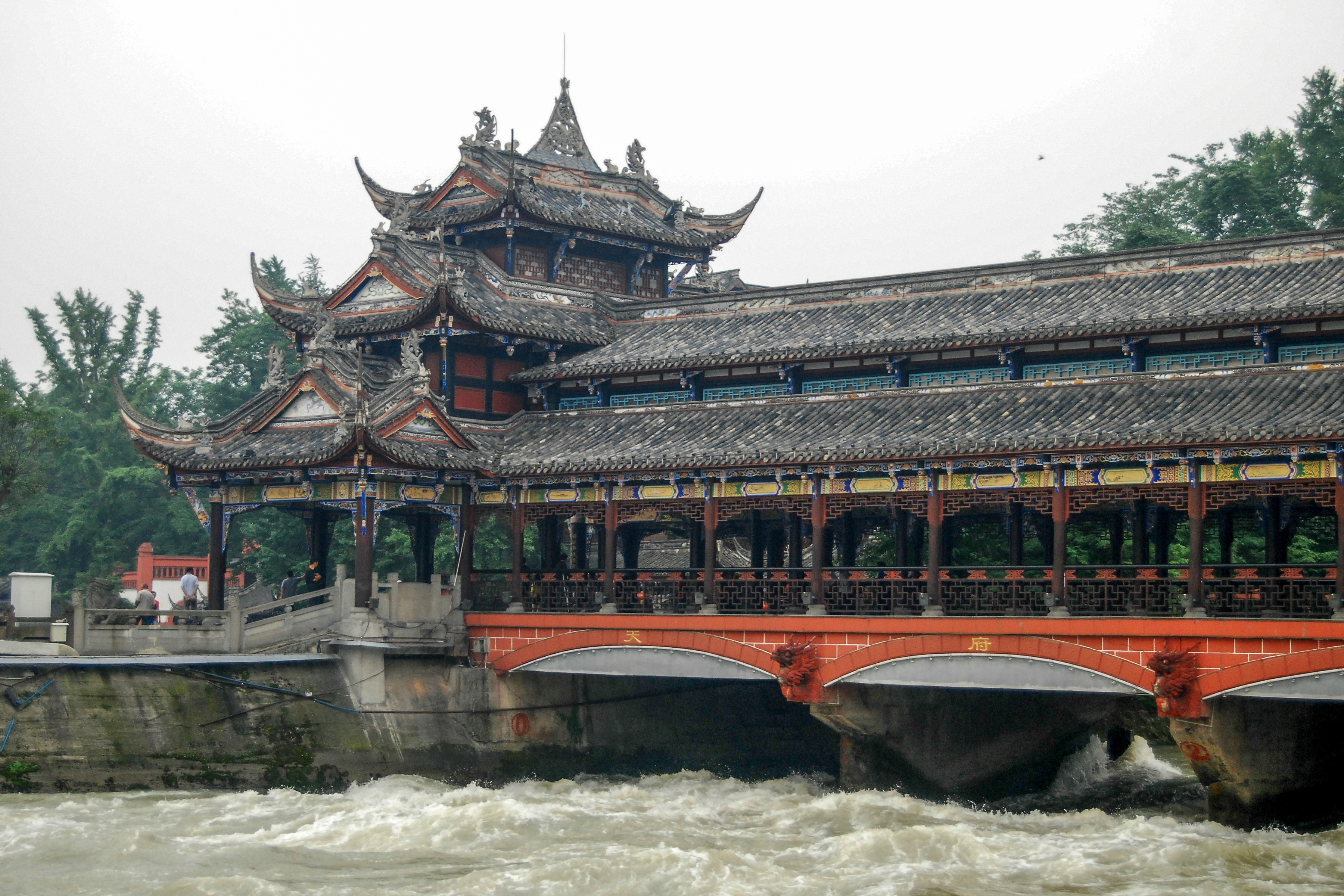
Đô Giang Yển, công trình thủy lợi được xây dựng bởi nước Tần vào năm 256 TCN. Đây là di sản thế giới được UNESCO công nhận.

### Triết học và văn học

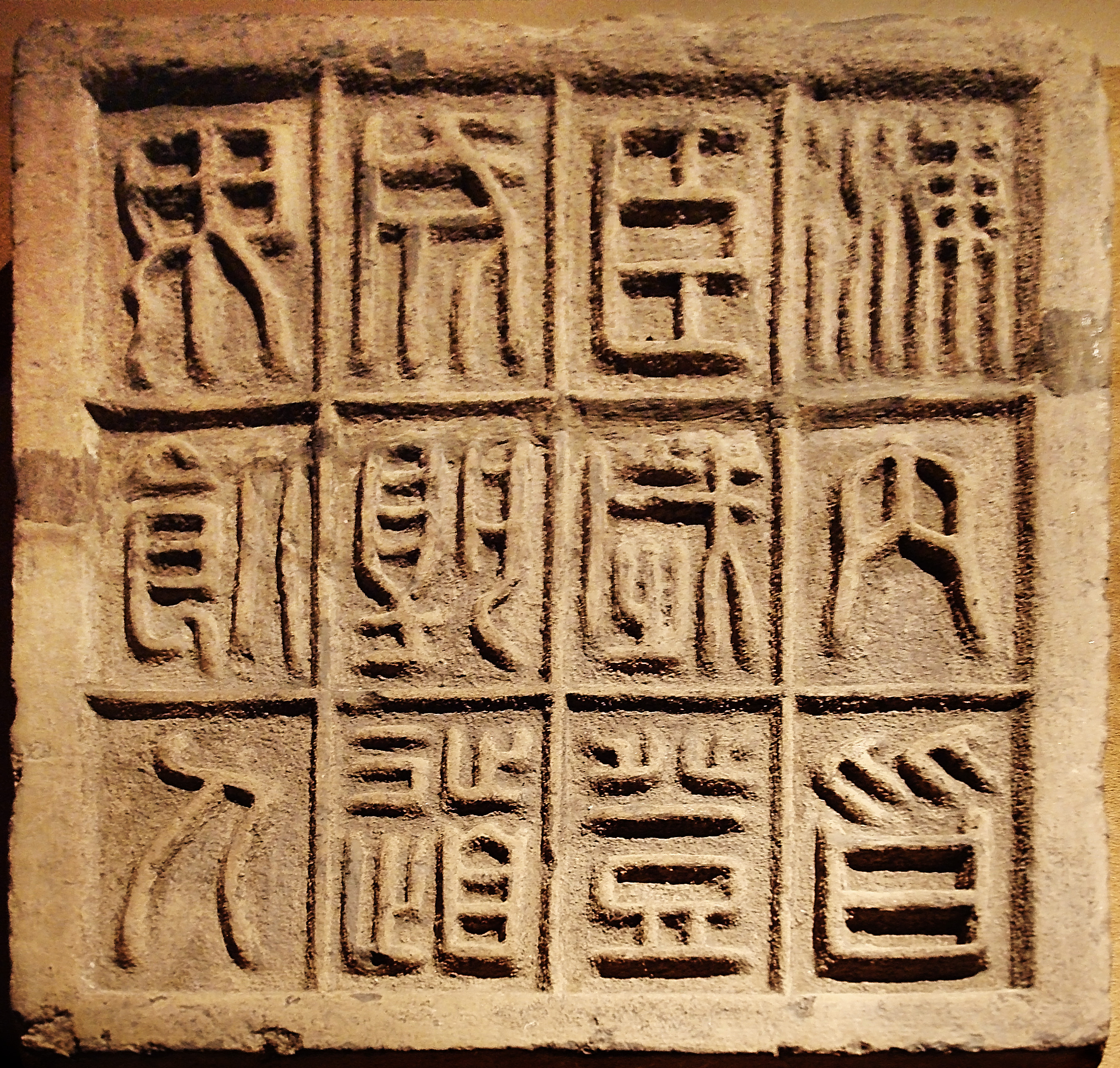
Tấm đá với 12 con dấu nhỏ thời nhà Tần

### Chính quyền và quân sự

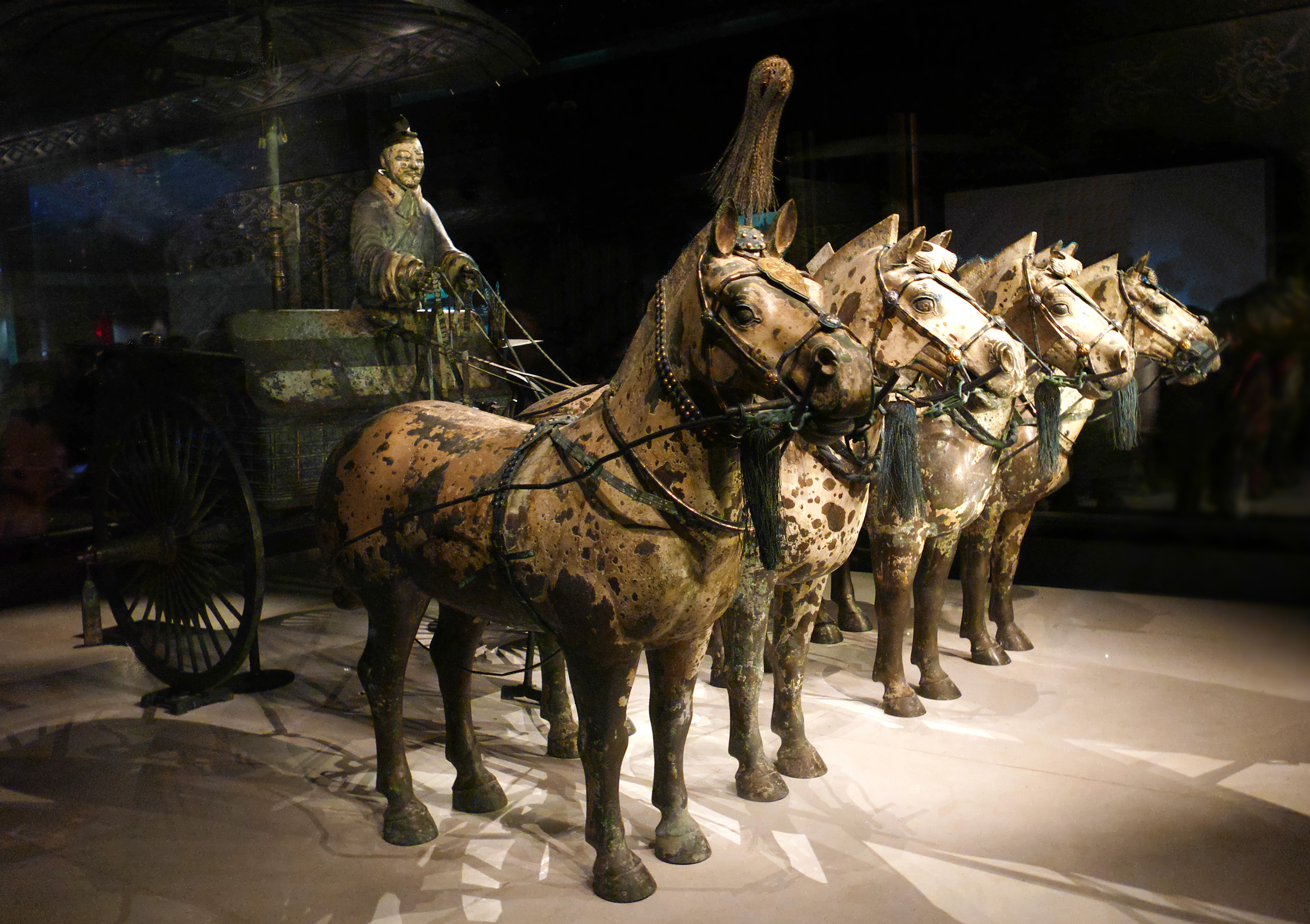
Đội quân đất nung, bảo tàng lăng mộ Tần Thủy Hoàng.

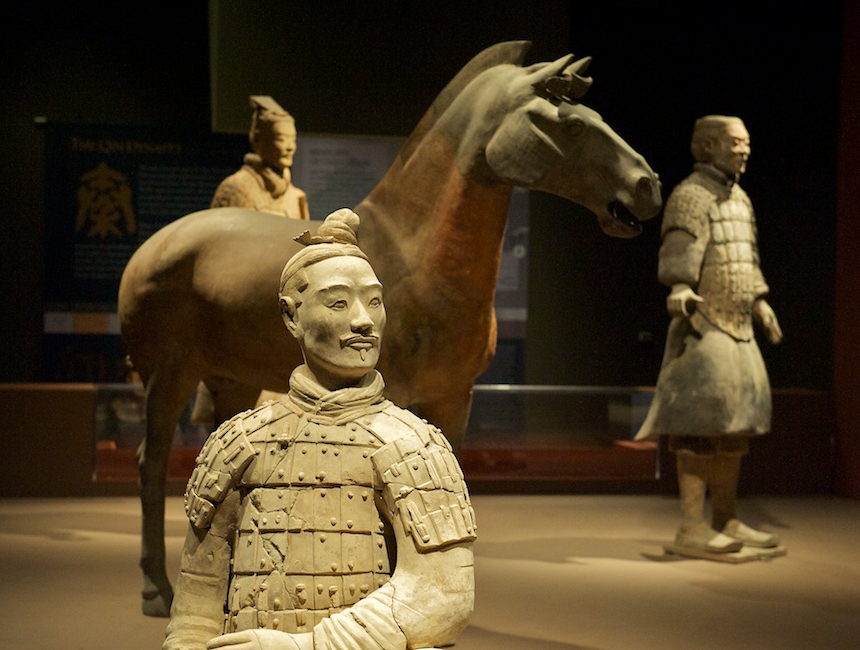
Quân Tần của Đội quân đất nung.

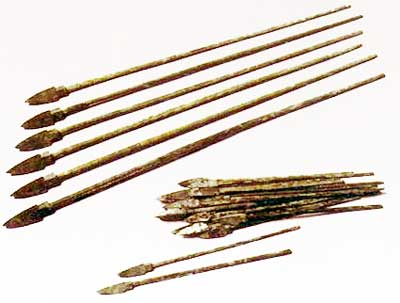
Cung tên thời nhà Tần (trên) và tên nỏ (dưới)
Credit: Liang Jieming

## Lịch sử